# Euglossa gibbosa
Euglossa gibbosa är en biart som beskrevs av Dressler 1982. Euglossa gibbosa ingår i släktet Euglossa, tribus orkidébin, och familjen långtungebin. Inga underarter finns listade.